# L'ingenua maliziosa
L'ingenua maliziosa (Too Young to Kiss) è un film del 1951 di Robert Z. Leonard.

## Trama
Cynthia Potter è dotata di grande talento pianistico, ma non riesce a ottenere un'audizione presso il noto impresario Calhorn. Barando sull'età, si iscrive a un concorso per ragazzi dove l'impresario la nota subito credendola una bambina prodigio. Il giorno del suo debutto però apprende la verità ma, nel frattempo, i due si sono innamorati.

## Tagline
The Year's Romantic Comedy! (La commedia romantica dell'anno!)